# Gotthilf Heinrich Ludwig Hagen
Gotthilf Heinrich Ludwig Hagen (3 de marzo de 1797 - 3 de febrero de 1884) fue un físico alemán y un ingeniero hidráulico. 
Hagen nació en Königsberg, en el reino de Prusia (actual Kaliningrado, en Rusia). Estudió en la Universidad de Königsberg (donde Immanuel Kant fue profesor de filosofía al tiempo en el que él estudió). Hagen se especializó en la universidad en matemáticas, arquitectura e ingeniería civil. Con el tiempo y continuas evaluaciones en su desempeño universitario fue responsable de proyectos de ingeniería hidráulica. 
En 1824 la comunidad mercantil de Königsberg lo contrató como director de obras públicas. En 1826 obtuvo el cargo de inspector de muelles en Pillau. En 1830 se mudó a Berlín donde se ocupó de la dirección de construcciones y urbanismo. 
En 1834 comenzó su carrera de docente en la Bauakademie Berlin. 
Independientemente de Jean Léonard Marie Poiseuille, Hagen llevó a cabo en 1839 una serie de experimentos de flujos a baja velocidad y la fricción en paredes de tubos capilares, por lo que estableció la ley de flujo de Hagen que posteriormente se llamaría la ley de Hagen-Poiseuille.
Haguen murió en 1884 a los 86 años de edad.